# Жахливий Генрі (мультсеріал)
«Жахливий Генрі» (англ. Horrid Henry) — британський анімаційний дитячий телесеріал, заснований на однойменній серії книг Франчески Саймон. Мультсеріал створено компанією Novel Entertainment у співпраці з  Nelvana.

## Епізоди
| Сезон      | Епізоди | Перший показ      | Останній показ  |
| ---------- | ------- | ----------------- | --------------- |
| 1          | 52      | 30 жовтня 2006    | 9 жовтня 2007   |
| 2          | 52      | 16 лютого 2009    | 4 березня 2010  |
| 3          | 52      | 22 липня 2011     | 1 вересня 2012  |
| 4          | 52      | 11 жовтня 2014    | 25 жовтня 2015  |
| 5          | 42      | 17 листопада 2018 | 17 травня 2019  |
| Спецвипуск | 2       | 21 жовтня 2019    | 17 вересня 2020 |

## Персонажі
Жахливий Генрі
Слухняний Пітер
Мама та Тато
Мерзенна Марґарет
Міс Оддбод
Міс Бойова Сокира
Міс Лавлі
тітка Ґрета
тітка Рубі

## Виробництво
Виконавчою продюсеркою мультсеріалу є Люсінда Вайтлі, а режисером анімації є Дейв Анвін. Стиль анімації відрізняється від ілюстрацій Тоні Росса в книгах. Анімація була зроблена в Китаї. Традиційно анімовані малюнки сканувалися в комп'ютер для розфарбування. 
У 2020 році, після успішного випуску «Дикі вихідні Жахливого Генрі», Novel Entertainment оголосили про виробництво серії одногодинних спеціальних випусків для Netflix.

## Показ
«Жахливий Генрі» транслювався у більше ніж 90 країнах. Nelvana Enterprises спочатку розповсюджувала серіал по всьому світу, за винятком Великобританії, Ірландії та Німеччини. CITV у Великобританії, RTÉ в Ірландії та ZDF у Німеччині придбали права на показ у відповідних країнах.

## Зовнішні посилання
- Жахливий Генрі на IMDb
- Novel Entertainment website